# Aspvedens landskommun
Aspvedens landskommun var en tidigare kommun i Östergötlands län.

## Administrativ historik
Den 1 januari 1952 genomfördes den första av 1900-talets två genomgripande kommunreformer i Sverige. Antalet kommuner minskades från 2498 till 1037.
Aspveden bildades då genom sammanläggning av de tidigare kommunerna Gårdeby landskommun, Västra Husby landskommun och Östra Ryds landskommun.
Kommunen existerade fram till 1971, då den gick upp i Söderköpings kommun, där området nu utgör den västra delen.
Kommunkoden var 0534.

### Kyrklig tillhörighet
I kyrkligt hänseende tillhörde kommunen församlingarna Gårdeby, Västra Husby och Östra Ryd.

## Geografi
Aspvedens landskommun omfattade den 1 januari 1952 en areal av 218,86 km², varav 207,65 km² land.

### Tätorter i kommunen 1960
I Aspvedens landskommun fanns tätorten Östra Ryd, som hade 261 invånare den 1 november 1960. Tätortsgraden i kommunen var då 14,1 procent.

## Politik

### Mandatfördelning i valen 1950–66
| 16 | 13 | 3 | 3 |

| 32 |

| 16 | 11 | 3 | 5 |

| 30 | 5 |

| 14 | 14 | 2 | 5 |

| 30 | 5 |

| 12 | 12 | 2 | 4 |

| 26 |

| 10 | 11 | 2 | 2 | 5 |

| 24 | 6 |